# Список народных артистов Беларуси
Звание Народный артист Беларуси учреждено 13 апреля 1995 года. По факту присуждалось звание с момента распада СССР, т.е. с 25 декабря 1991 года. Для более ранних дат смотрите Список народных артистов Белорусской ССР
Ниже приведён список народных артистов Беларуси по годам присвоения звания.

## 1990-e годы (33 человека)

### 1991 год (2 человека)
1. 10 октября 1991 — Окружная, Светлана Артёмовна (род. 1947), артистка Белорусского государственного академического драматического театра имени Якуба Коласа[1]
2. 10 октября 1991 — Петров, Михаил Владимирович[бел.] (1937—2005), артист Белорусского республиканского театра юного зрителя имени 50-летия комсомола Беларуси[1]

### 1992 год (3 человека)
1. 10 февраля 1992 — Лебедев, Виктор Тимофеевич (1932—2001), артист Белорусского республиканского театра юного зрителя[2]
2. 3 апреля 1992 — Иванов, Владимир Владимирович[бел.] (1952—2022), артист балета Государственного академического Большого театра оперы и балета Республики Беларусь[3]
3. 26 июня 1992 — Ершова, Татьяна Михайловна[бел.] (род. 1952), артистка балета Государственного академического Большого театра оперы и балета Республики Беларусь[4]

### 1993 год (1 человек)
1. 29 декабря 1993 — Ярмоленко, Анатолий Иванович (род. 1947), артист-вокалист, художественный руководитель ансамбля «Сябры» Республиканской дирекции эстрадно-циркового искусства[5]

### 1994 год (2 человека)
1. 25 марта 1994 — Финберг, Михаил Яковлевич (1947—2021), художественный руководитель — директор Государственного оркестра симфонической и эстрадной музыки Республики Беларусь[6]
2. 21 декабря 1994 — Белохвостик, Валентин Сергеевич (1934—2003), артист Национального академического театра имени Янки Купалы[7]

### 1995 год (5 человек)
1. 12 января 1995 — Клебанович (Денисова), Ольга Михайловна[бел.] (род. 1945), артистка Государственного академического русского драматического театра Республики Беларусь имени М. Горького[8]
2. 12 января 1995 — Раевский, Валерий Николаевич[бел.] (1939—2011), художественный руководитель и главный режиссёр Национального академического театра имени Янки Купалы[9]
3. 1 февраля 1995 — Луценко, Борис Иванович (1937—2020), художественный руководитель Государственного академического русского драматического театра Республики Беларусь имени М. Горького[10]
4. 1 февраля 1995 — Масумян, Белла Амиковна (1937—2020), артистка Государственного академического русского драматического театра Республики Беларусь имени М. Горького[10]
5. 18 сентября 1995 — Раинчик, Василий Петрович (род. 1950), художественный руководитель ансамбля «Верасы» Белорусской государственной филармонии[11]

### 1996 год (3 человека)
1. 7 марта 1996 — Гостюхин, Владимир Васильевич (род. 1946), актёр театр-студии киноактёра киностудии «Беларусьфильм»[12]
2. 18 ноября 1996 — Ханок, Эдуард Семёнович (род. 1940), композитор[13]
3. 20 ноября 1996 — Трушко, Леонид Игнатович[бел.] (1938—2010), артист Белорусского государственного академического драматического театра имени Якуба Коласа[14]

### 1997 год (2 человека)
1. 6 февраля 1997 — Мазур, Виктория Николаевна (1946—2015), солистка-вокалистка Государственного театра музыкальной комедии Республики Беларусь[15]
2. 6 февраля 1997 — Филатов, Валерий Николаевич (1946—1999), артист Национального академического театра имени Янки Купалы[15]

### 1998 год (6 человек)
1. 4 февраля 1998 — Захлевный, Леонид Константинович (род. 1947), художественный руководитель ансамбля народной музыки «Бяседа» объединения музыкальных коллективов Национальной государственной телерадиокомпании Республики Беларусь[16]
2. 17 марта 1998 — Оловников, Игорь Владимирович[бел.] (род. 1954), солист-инструменталист отдела камерной музыки Белорусской государственной филармонии[17]
3. 17 марта 1998 — Ткачёнок, Александр Леонидович[бел.] (род. 1950), артист Государственного академического русского драматического театра имени М. Горького[17]
4. 3 августа 1998 — Ридигер, Пётр Васильевич (род. 1949), артист-вокалист Государственного театра музыкальной комедии Республики Беларусь[18]
5. 2 сентября 1998 — Берсан, Михаил Иванович (род. 1948), художественный руководитель главного военного оркестра Вооружённых Сил Республики Беларусь[19]
6. 14 декабря 1998 — Иванов, Валерий Кириллович[бел.] (1948—2020), композитор[20]

### 1999 год (9 человек)
1. 15 февраля 1999 — Дудкевич, Валентин Владимирович[бел.] (род. 1943), художественный руководитель — директор Государственного ансамбля танца Республики Беларусь[21]
2. 3 марта 1999 — Помазан, Арнольд Кондратьевич (род. 1939), артист Национального академического театра имени Янки Купалы[22]
3. 18 августа 1999 — Гладков, Евгений Петрович[бел.] (род. 1941), заведующий кафедрой струнных народных инструментов, профессор Белорусской государственной академии музыки[23]
4. 20 августа 1999 — Кортес, Сергей Альбертович (1935—2016), директор — художественный руководитель Национального академического театра оперы Республики Беларусь, композитор[24]
5. 23 августа 1999 — Бастриков, Юрий Георгиевич (1937—2011), солист оперы Национального академического театра оперы Республики Беларусь[25]
6. 23 августа 1999 — Руднева, Наталья Александровна[бел.] (род. 1951), солист оперы Национального академического театра оперы Республики Беларусь[25][26]
7. 28 октября 1999 — Зарицкий, Эдуард Борисович[бел.] (1946—2018), композитор, концертмейстер Государственного оркестра симфонической и эстрадной музыки Республики Беларусь[27]
8. 29 октября 1999 — Лавринович, Людмила Константиновна (род. 1946), артистка Гомельского областного драматического театра[28]
9. 6 декабря 1999 — Фадеева, Екатерина Юрьевна[бел.] (род. 1968), артистка балета — ведущий мастер сцены (артист и сотрудник Национального академического театра балета Республики Беларусь)[29]

## 2000-e годы (10 человек)

### 2000 год (2 человека)
1. 24 марта 2000 — Тамашевич, Иван Николаевич[бел.] (род. 1949), вокалист концертно-лекционной бригады культурно-просветительного центра общественного объединения «Белорусское общество инвалидов по зрению»[30]
2. 17 мая 2000 — Ефимова, Людмила Борисовна (1937—2018), главный дирижёр Государственной академической хоровой капеллы Республики Беларусь имени Г. Р. Ширмы Белорусской государственной филармонии[31]

### 2001 год (1 человек)
1. 14 марта 2001 — Лясун, Светлана Лаврентьевна (род. 1949), артист Государственного академического народного оркестра Республики Беларусь имени И. Жиновича[32]

### 2006 год (5 человек)
1. 1 марта 2006 — Петров, Владимир Геннадьевич[бел.] (род. 1956), ведущий мастер сцены государственного театрально-зрелищного учреждения «Национальный академический Большой театр оперы Республики Беларусь»[33]
2. 1 марта 2006 — Скориков, Николай Николаевич (род. 1957), ведущий мастер сцены Государственного учреждения «Национальный оркестр симфонической и эстрадной музыки Республики Беларусь»[33]
3. 30 марта 2006 — Поплавская, Ядвига Константиновна (род. 1949), художественный руководитель закрытого акционерного общества «Профиартвидеан»[34]
4. 30 марта 2006 — Тиханович, Александр Григорьевич (1952—2017), главный режиссёр, генеральный продюсер закрытого акционерного общества «Профиартвидеан»[34]
5. 31 августа 2006 — Кириченко, Николай Михайлович (1946—2018), генеральный директор государственного учреждения «Национальный академический театр имени Янки Купалы»[35]

### 2008 год (1 человек)
1. 14 октября 2008 — Иванов, Леонид Леонидович (1940—2009), дирижёр оркестра народных инструментов, декан филиала учреждения образования «Белорусская государственная академия музыки» педагогического факультета в г. Могилёве[36]

### 2009 год (1 человек)
1. 11 декабря 2009 — Франковский, Сергей Валентинович[бел.] (род. 1962), артист-вокалист, ведущий мастер сцены государственного театрально-зрелищного учреждения «Национальный академический Большой театр оперы и балета Республики Беларусь»[37]

## 2010-e годы (24 человека)

### 2010 год (2 человека)
1. 8 сентября 2010 — Артамонов, Игорь Алексеевич[бел.] (род. 1975), артист балета, ведущий мастер сцены государственного театрально-зрелищного учреждения «Национальный академический Большой театр оперы и балета Республики Беларусь»[38][39]
2. 8 сентября 2010 — Ломанович, Нина Иосифовна (род. 1951), главный хормейстер государственного театрально-зрелищного учреждения «Национальный академический Большой театр оперы и балета Республики Беларусь»[38]

### 2011 год (7 человек)
1. 21 февраля 2011 — Ефремов, Александр Васильевич (род. 1951), кинорежиссёр-постановщик высшей категории студии игровых фильмов республиканского унитарного предприятия "Национальная киностудия «Беларусьфильм»[40]
2. 23 мая 2011 — Манаев, Виктор Сергеевич[бел.] (род. 1958), ведущий мастер сцены Государственного учреждения «Национальный академический театр имени Янки Купалы»[41]
3. 23 мая 2011 — Мархель, Татьяна Григорьевна (род. 1939), артист — ведущий мастер сцены Государственного учреждения «Республиканский театр белорусской драматургии»[41]
4. 2 августа 2011 — Анисимов, Александр Михайлович (род. 1947), главный дирижёр Государственного академического симфонического оркестра Республики Беларусь учреждения «Белорусская государственная ордена Трудового Красного Знамени филармония»[42]
5. 2 августа 2011 — Науменко, Яков Павлович (1959—2012), артист-вокалист (солист), ведущий мастер сцены Национального академического народного оркестра Республики Беларусь имени И. Жиновича учреждения «Белорусская государственная ордена Трудового Красного Знамени филармония»[42]
6. 26 октября 2011 — Журавель, Сергей Борисович (1954—2015), ведущий мастер сцены учреждения «Белорусский государственный молодёжный театр»[43]
7. 23 ноября 2011 — Бондарчук, Татьяна Михайловна (род. 1951), директор — художественный руководитель государственного зрелищного учреждения «Белорусский государственный цирк»[44]

### 2012 год (3 человека)
1. 16 июля 2012 — Гайко, Ольга Владимировна[бел.] (род. 1978), артист балета (солист) — ведущий мастер сцены государственной театрально-зрелищной учреждения «Национальный академический Большой театр оперы и балета Республики Беларусь»[45]
2. 16 июля 2012 — Кудрявцева, Людмила Михайловна, артист балета (солист) — ведущий мастер сцены государственной театрально-зрелищной учреждения «Национальный академический Большой театр оперы и балета Республики Беларусь»[45]
3. 8 ноября 2012 — Телькова, Елена Сергеевна[бел.] (род. 1944), художественный руководитель фольклорной группы «Купалинка» учреждения «Белорусская государственная ордена Трудового Красного Знамени филармония»[46]

### 2013 год (3 человека)
1. 15 апреля 2013 — Мдивани, Андрей Юрьевич (1937—2021), профессор кафедры композиции учреждения образования «Белорусская государственная академия музыки»[47]
2. 20 июня 2013 — Ковальчук, Василий Васильевич (1944—2024), артист-вокалист (солист) — ведущий мастер сцены государственной театрально-зрелищной учреждения «Национальный академический Большой театр оперы и балета Республики Беларусь»[48]
3. 10 сентября 2013 — Зубкова, Зинаида Петровна (род. 1938), артист драмы, ведущий мастер сцены государственного учреждения «Национальный академический театр имени Янки Купалы»[49]

### 2014 год (3 человека)
1. 14 апреля 2014 — Белоцерковский, Григорий Яковлевич (род. 1945), ведущий мастер сцены учреждения культуры «Могилёвский областной драматический театр»[50]
2. 23 июня 2014 — Кузнецов, Константин Анатольевич (род. 1974), артист балета (солист) — ведущий мастер сцены государственного театрально-зрелищного учреждения «Национальный академический Большой театр оперы и балета Республики Беларусь»[51]
3. 4 августа 2014 — Павлёнок, Галина Ивановна (род. 1948), артист-вокалист, ведущий мастер сцены Государственного учреждения «Гомельская областная филармония»[52]

### 2015 год (1 человек)
1. 18 июня 2015 — Крылович, Валентина Михайловна (род. 1951), артист хора высшей категории государственной учреждения «Национальный академический народный хор Республики Беларусь имени Г. И. Цитовича»[53]

### 2016 год (2 человека)
1. 28 января 2016 — Шарубина, Нина Владимировна[бел.] (род. 1961), артист-вокалист (солист) — ведущий мастер сцены государственного театрально-зрелищного учреждения «Национальный академический Большой театр оперы и балета Республики Беларусь»[54]
2. 24 ноября 2016 — Москвина, Анастасия Игоревна[бел.] (род. 1972), артист-вокалист (солист) — ведущий мастер сцены государственного театрально-зрелищного учреждения «Национальный академический Большой театр оперы и балета Республики Беларусь»[55]

### 2017 год (1 человек)
1. 20 июня 2017 — Алай, Анатолий Иванович (род. 1940), кинорежиссёр, член республиканского общественного объединения «Белорусский союз кинематографистов»[56]

### 2018 год (1 человек)
1. 26 ноября 2018 — Белохвостик, Зоя Валентиновна (род. 1959), ведущий мастер сцены государственного учреждения «Национальный академический театр имени Янки Купалы»[57][58]

### 2019 год (1 человек)
1. 25 февраля 2019 — Еромкина, Ирина Владимировна (род. 1979), артист балета (солист) — ведущий мастер сцены государственного театрально-зрелищного учреждения «Национальный академический Большой театр оперы и балета Беларусь»[59][60]

## 2020-e годы (8 человек)

### 2020 год (3 человека)
1. 27 февраля 2020 — Подобед, Александр Станиславович (род. 1951), ведущий мастер сцены Государственного учреждения «Национальный академический театр имени Янки Купалы»[61]
2. 23 июля 2020 — Афанасьева, Инна Владимировна (род. 1968), солист Молодёжного театра эстрады[62]
3. 23 июля 2020 — Громов, Владимир Валерьевич (род. 1973), артист Национального академического Большого театра оперы и балета[62]

### 2021 год (1 человек)
1. 23 декабря 2021 — Провалинский, Владимир Михайлович[бел.] (род. 1948), член общественного объединения «Белорусский союз музыкальных деятелей»[63]

### 2022 год (3 человека)
1. 27 июня 2022 года — Кравченко, Антон Евгеньевич (род. ?), артист балета (солист) — ведущий мастер сцены государственного театрального-зрелищного учреждения «Национальной академический Большой театр оперы и балета Республики Беларусь»[64]
2. 27 июня 2022 года — Миронова, Тамара Васильевна[бел.] (род. 1950), артист драмы, ведущий мастер сцены государственного учреждения «Национальный академический театр имени Янки Купалы»[64]
3. 9 сентября 2022 года — Александрович, Маргарита Викторовна[бел.] (род. 1978), артист-вокалист, ведущий мастер сцены учреждения «Заслуженный коллектив Республики Беларусь «Белорусский государственный академический музыкальный театр»[65]

### 2023 год (1 человек)
1. 27 июня 2023 года — Трифонов, Станислав Владимирович (род. ?), артист-вокалист (солист) — ведущий мастер сцены государственного театрального-зрелищного учреждения «Национальной академический Большой театр оперы и балета Республики Беларусь»[66]